# Missões diplomáticas da Tunísia

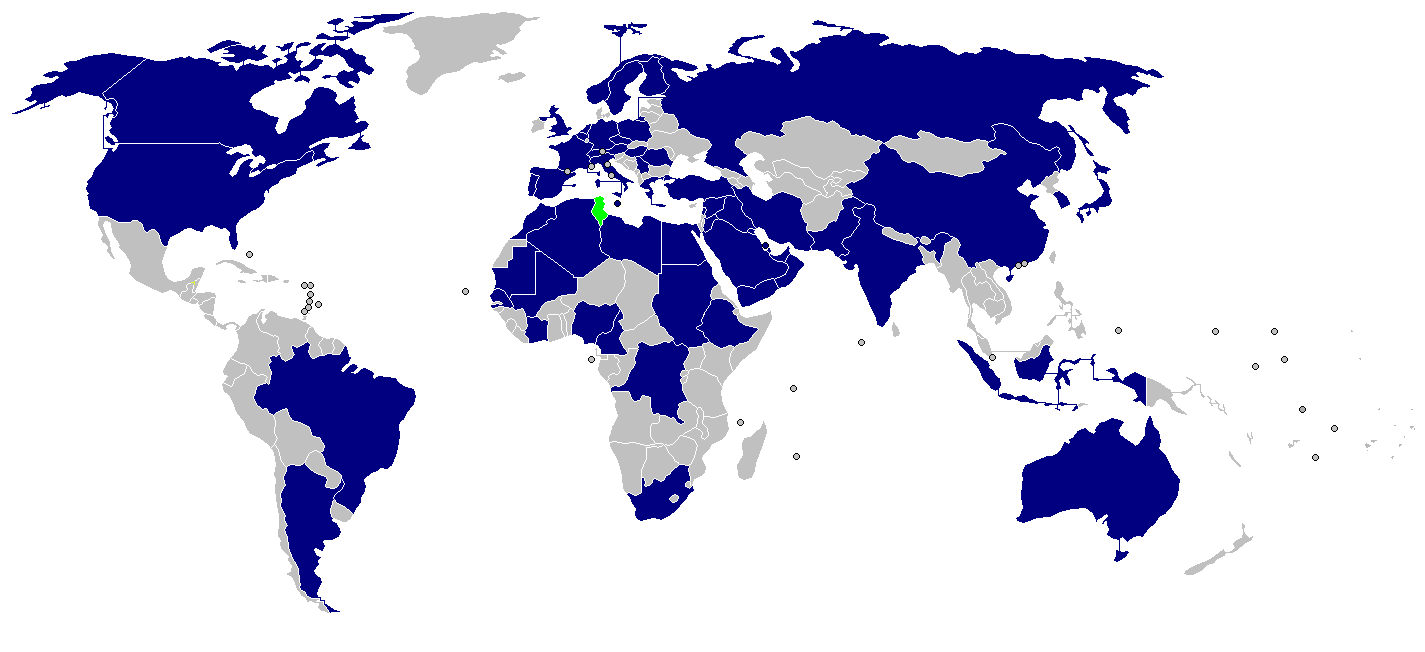
Mapa dos países com embaixadas da Tunísia.

Abaixo se encontram as embaixadas e/ou consulados da Tunísia, país mais setentrional da África:

## Europa

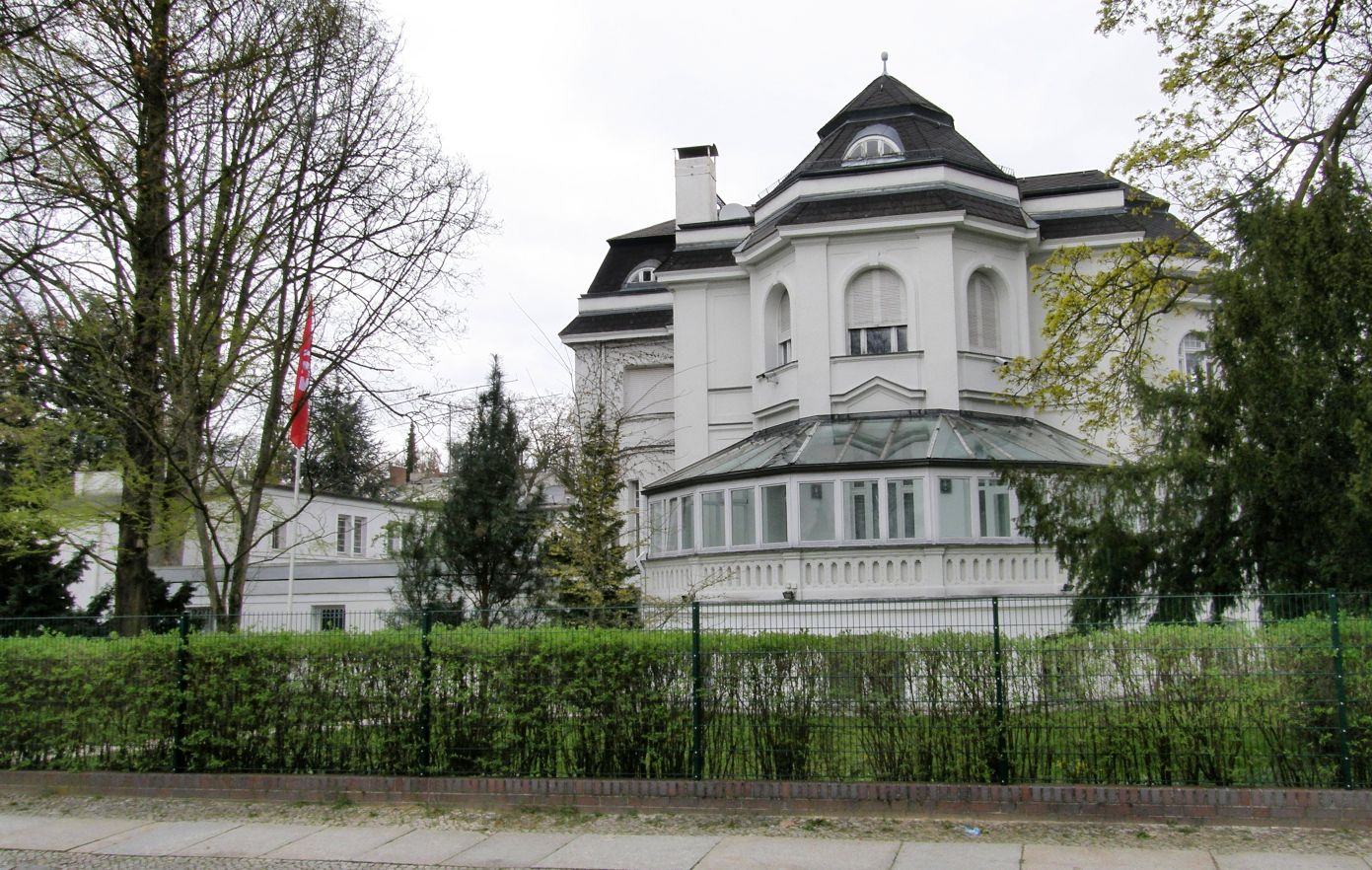
Embaixada da Tunísia em Berlim, Alemanha.

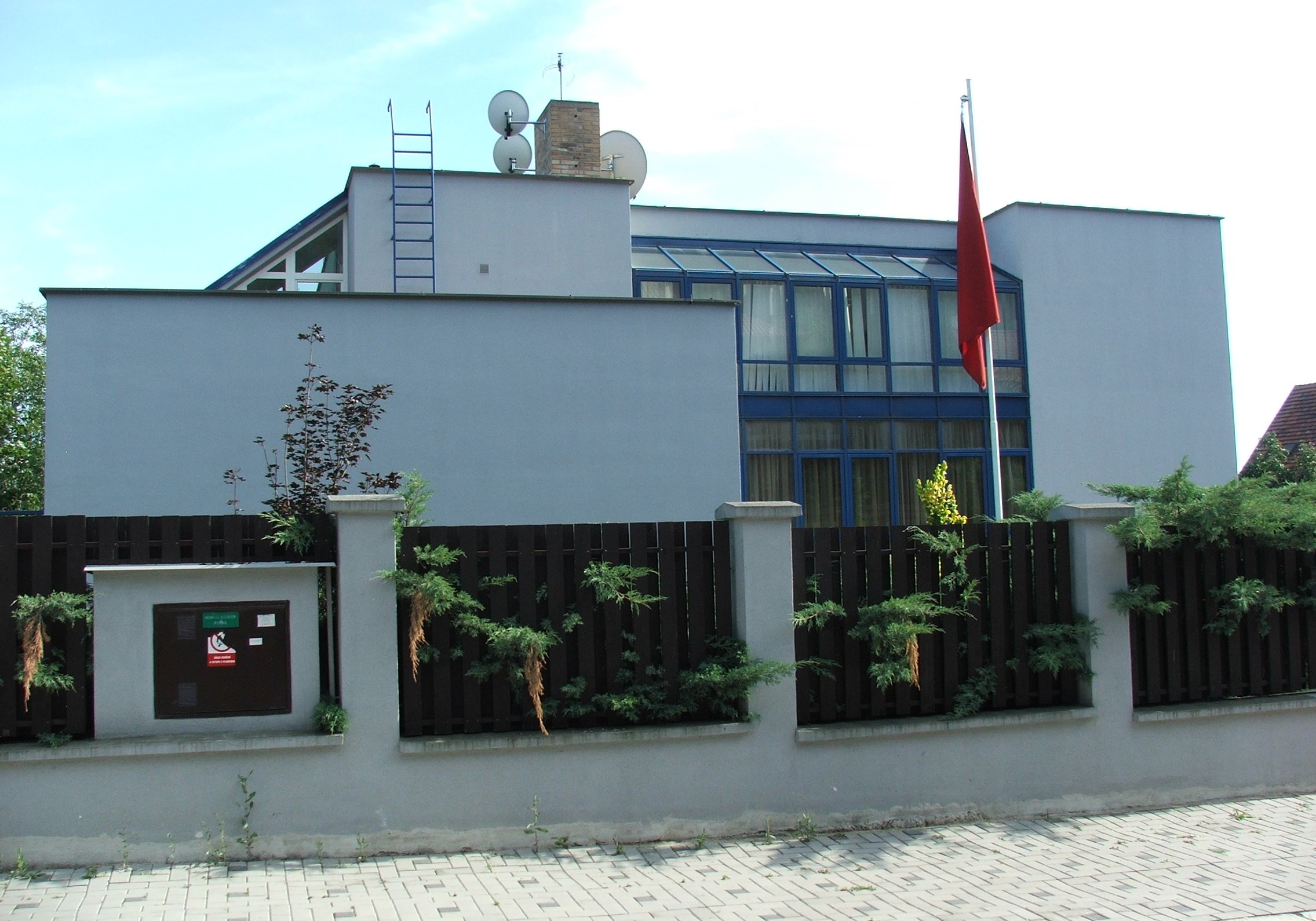
Embaixada da Tunísia em Praga, República Tcheca.

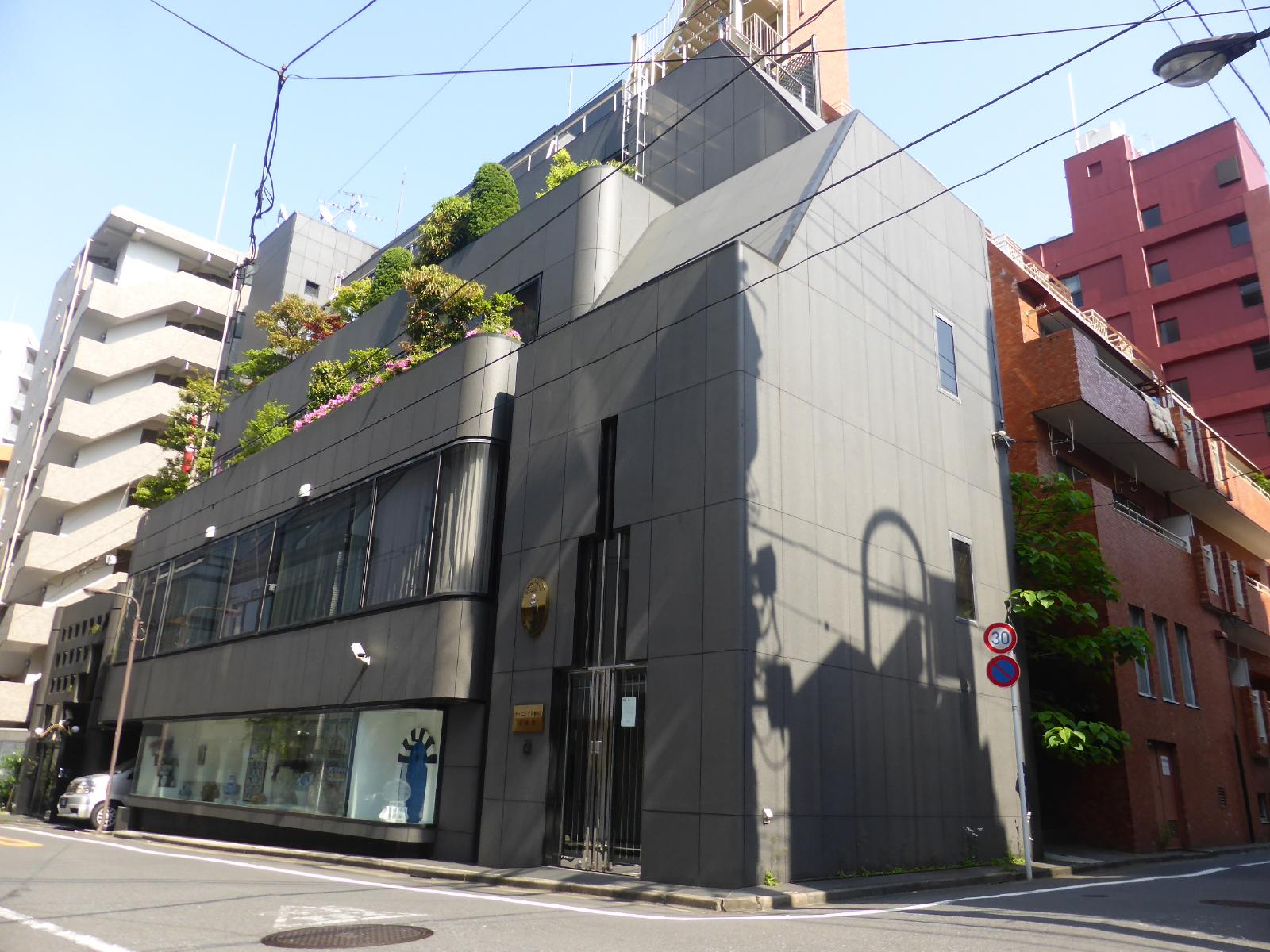
Embaixada da Tunísia em Tóquio, Japão.

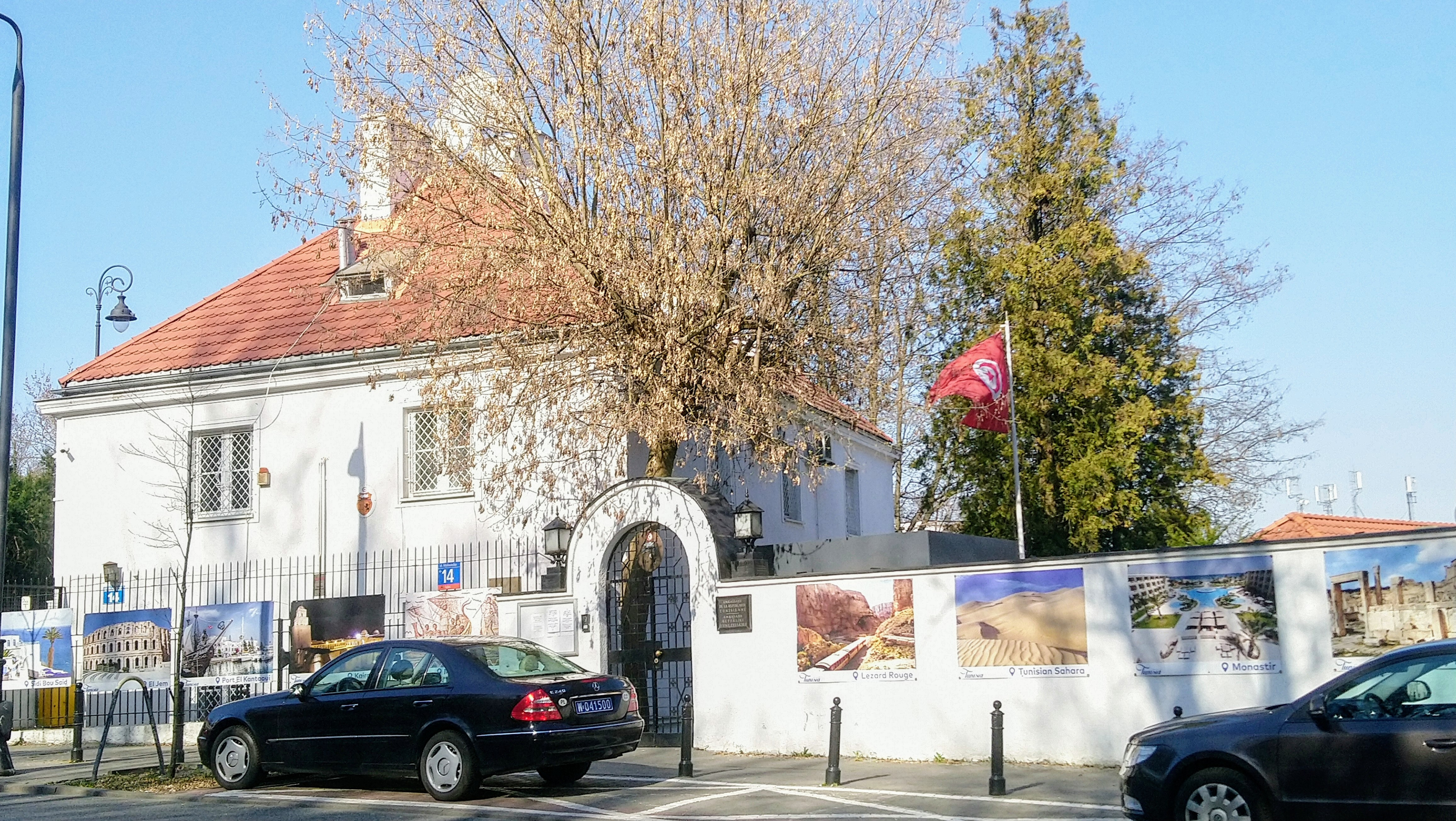
Embaixada da Tunísia em Varsóvia, Polônia.

- Alemanha
  - Berlim (Embaixada)
  - Düsseldorf (Consulado-Geral)
  - Hamburgo (Consulado-Geral)
  - Munique (Consulado-Geral)
- Áustria
  - Viena (Embaixada)
- Bélgica
  - Bruxelas (Embaixada)
- Espanha
  - Madrid (Embaixada)
- Finlândia
  - Helsinque (Embaixada)
- França
  - Paris (Embaixada)
  - Lyon (Consulado-Geral)
  - Marselha (Consulado-Geral)
  - Estrasburgo (Consulado)
  - Grenoble (Consulado)
  - Nanterre (Consulado)
  - Nice (Consulado)
  - Toulouse (Consulado)
- Grécia
  - Atenas (Embaixada)
- Hungria
  - Budapeste (Embaixada)
- Itália
  - Roma (Embaixada)
  - Palermo (Consulado-Geral)
  - Gênova (Consulado)
  - Milão (Consulado)
  - Nápoles (Consulado)
- Malta
  - Valetta (Embaixada)
- Noruega
  - Oslo (Embaixada)
- Países Baixos
  - Haia (Embaixada)
- Polónia
  - Varsóvia (Embaixada)
- Portugal
  - Lisboa (Embaixada)
- Reino Unido
  - Londres (Embaixada)
- Chéquia
  - Praga (Embaixada)
- Roménia
  - Bucareste (Embaixada)
- Rússia
  - Moscou (Embaixada)
- Sérvia
  - Belgrado (Embaixada)
- Suécia
  - Estocolmo (Embaixada)
- Suíça 
  - Berna (Embaixada)

## América
- Argentina
  - Buenos Aires (Embaixada)
- Brasil
  - Brasília (Embaixada)
- Canadá
  - Ottawa (Embaixada)
  - Montreal (Consulado)
- Estados Unidos
  - Washington DC (Embaixada)

## Oriente Médio
- Arábia Saudita
  - Riad (Embaixada)
  - Jedda (Consulado-Geral)
- Bahrein
  - Manama (Embaixada)
- Emirados Árabes Unidos
  - Abu Dhabi (Embaixada)
- Irão
  - Teerã (Embaixada)
- Iraque
  - Bagdá (Embaixada)
- Jordânia
  - Amã (Embaixada)
- Kuwait
  - Cidade do Kuwait (Embaixada)
- Líbano
  - Beirute (Embaixada)
- Omã
  - Mascate (Embaixada)
- Catar
  - Doha (Embaixada)
- Síria
  - Damasco (Embaixada)
- Turquia
  - Ankara (Embaixada)
  - Istambul (Consulado-Geral)
- Iêmen
  - Sana (Embaixada)

## África
- Argélia
  - Argel (Embaixada)
  - Annaba (Consulado-Geral)
  - Tébessa (Consulado)
- Camarões
  - Yaoundé (Embaixada)
- Costa do Marfim
  - Abidjã (Embaixada)
- Egito
  - Cairo (Embaixada)
- Etiópia
  - Adis-Abeba (Embaixada)
- Líbia
  - Trípoli (Embaixada)
  - Bengasi (Consulado-Geral)
- Mali
  - Bamako (Embaixada)
- Marrocos
  - Rabat (Embaixada)
- Mauritânia
  - Nouakchott (Embaixada)
- Nigéria
  - Abuja (Embaixada)
- República Democrática do Congo
  - Kinshasa (Embaixada)
- Senegal
  - Dakar (Embaixada)
- África do Sul
  - Pretória (Embaixada)
- Sudão
  - Cartum (Embaixada)

## Ásia
- China
  - Pequim (Embaixada)
- Coreia do Sul
  - Seul (Embaixada)
- Índia
  - Nova Délhi (Embaixada)
- Indonésia
  - Jacarta (Embaixada)
- Japão
  - Tóquio (Embaixada)
- Paquistão
  - Islamabad (Embaixada)

## Oceania
- Austrália
  - Camberra (Embaixada)

## Organizações Multilaterais
- Adis-Abeba (Missão permanente da Tunísia ante a União Africana)
- Cairo (Missão permanente da Tunísia ante a Liga Árabe)
- Bruxelas (Missão permanente da Tunísia ante a União Europeia)
- Genebra (Missão permanente da Tunísia ante as Nações Unidas e outras organizações internacionais)
- Nova Iorque (Missão permanente da Tunísia ante as Nações Unidas)